# تراموا اسن
تراموا اسن (آلمانی: Straßenbahnnetz Essen) سیستم تراموا در شهر اسن، آلمان است.
این تراموا که در سال ۱۸۹۳ تأسیس شده دارای ۷ خط و ۵۲٫۴ کیلومتر طول می‌باشد.

## نگارخانه

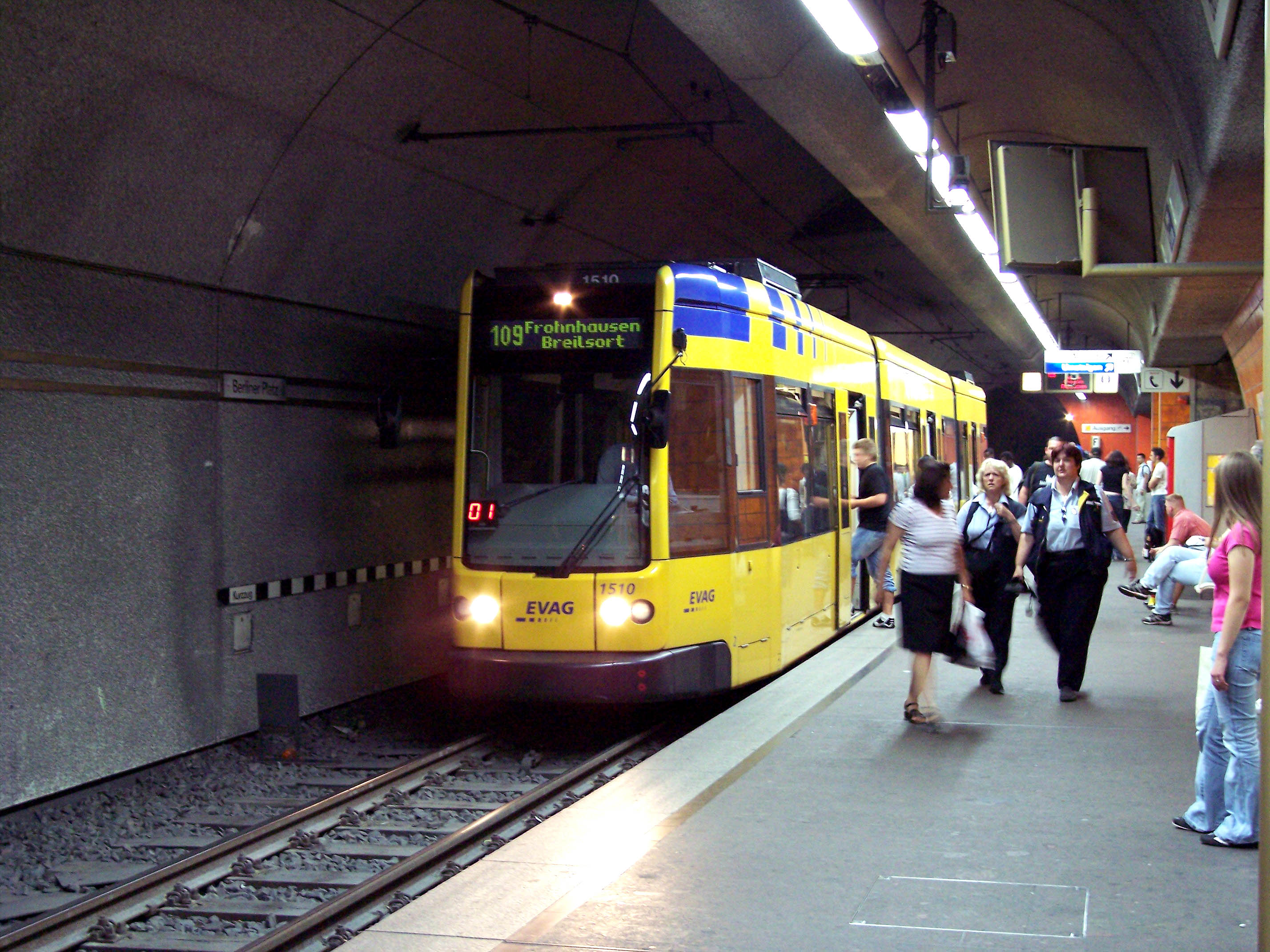
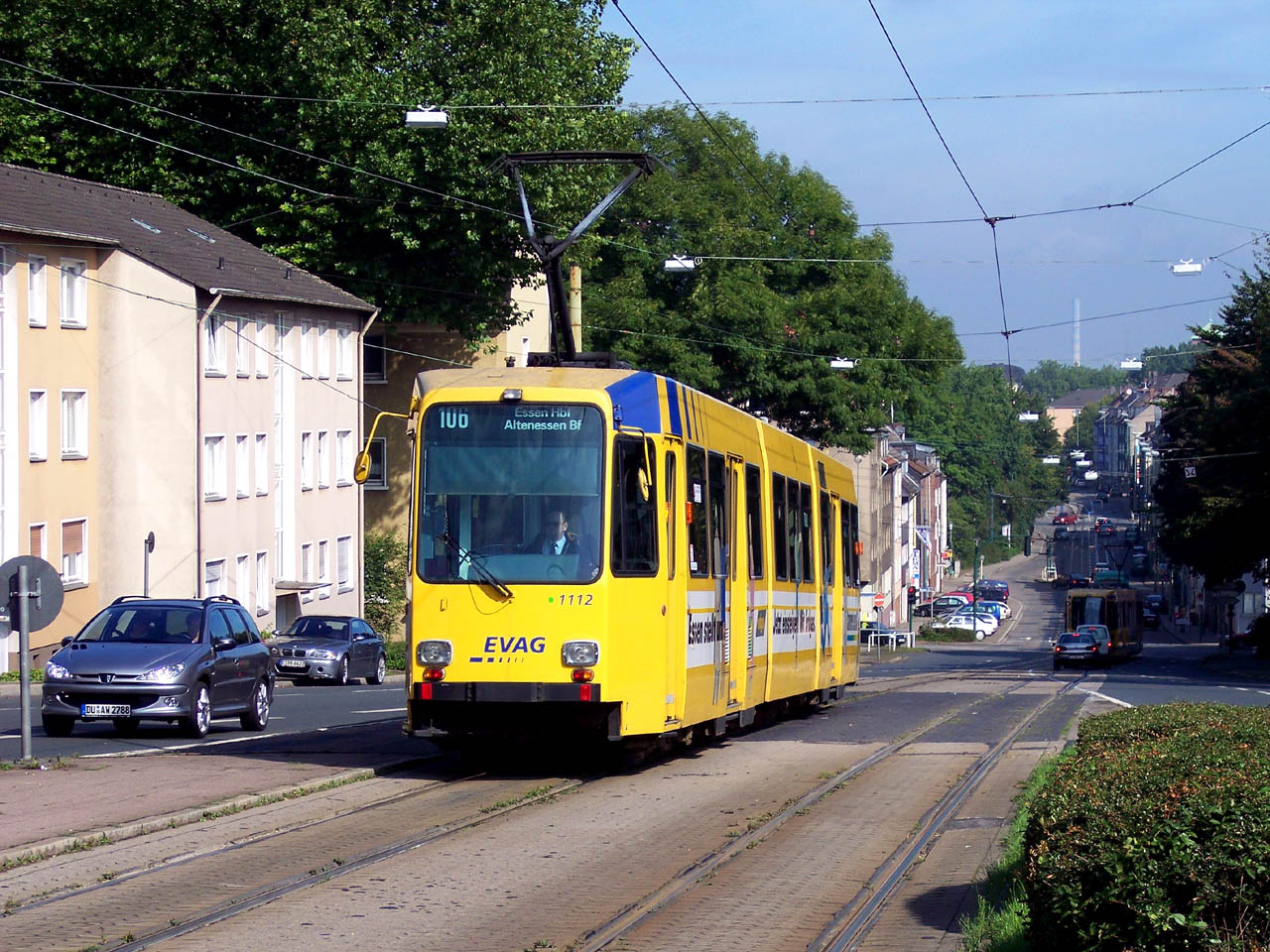
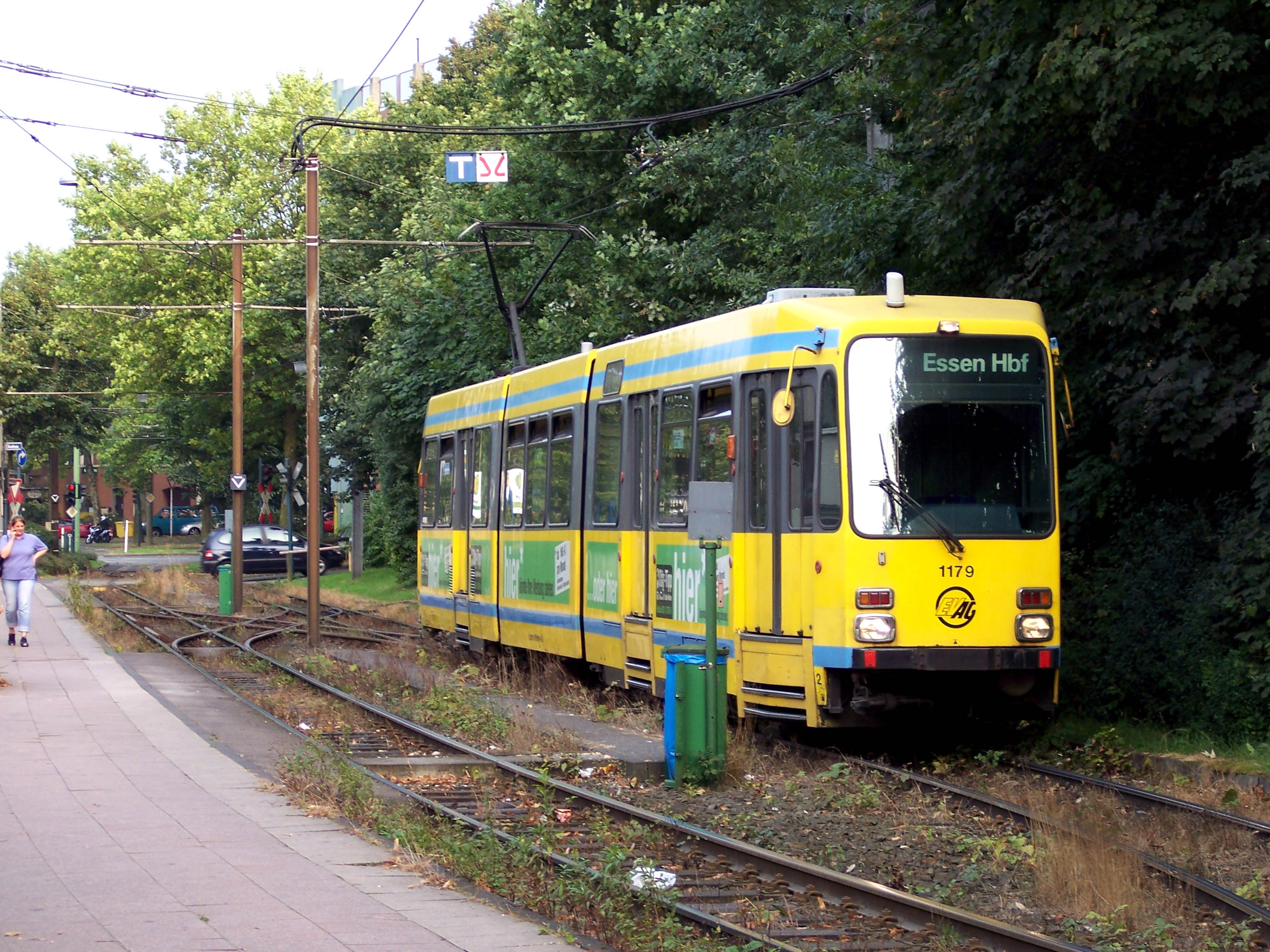